# Morový sloup

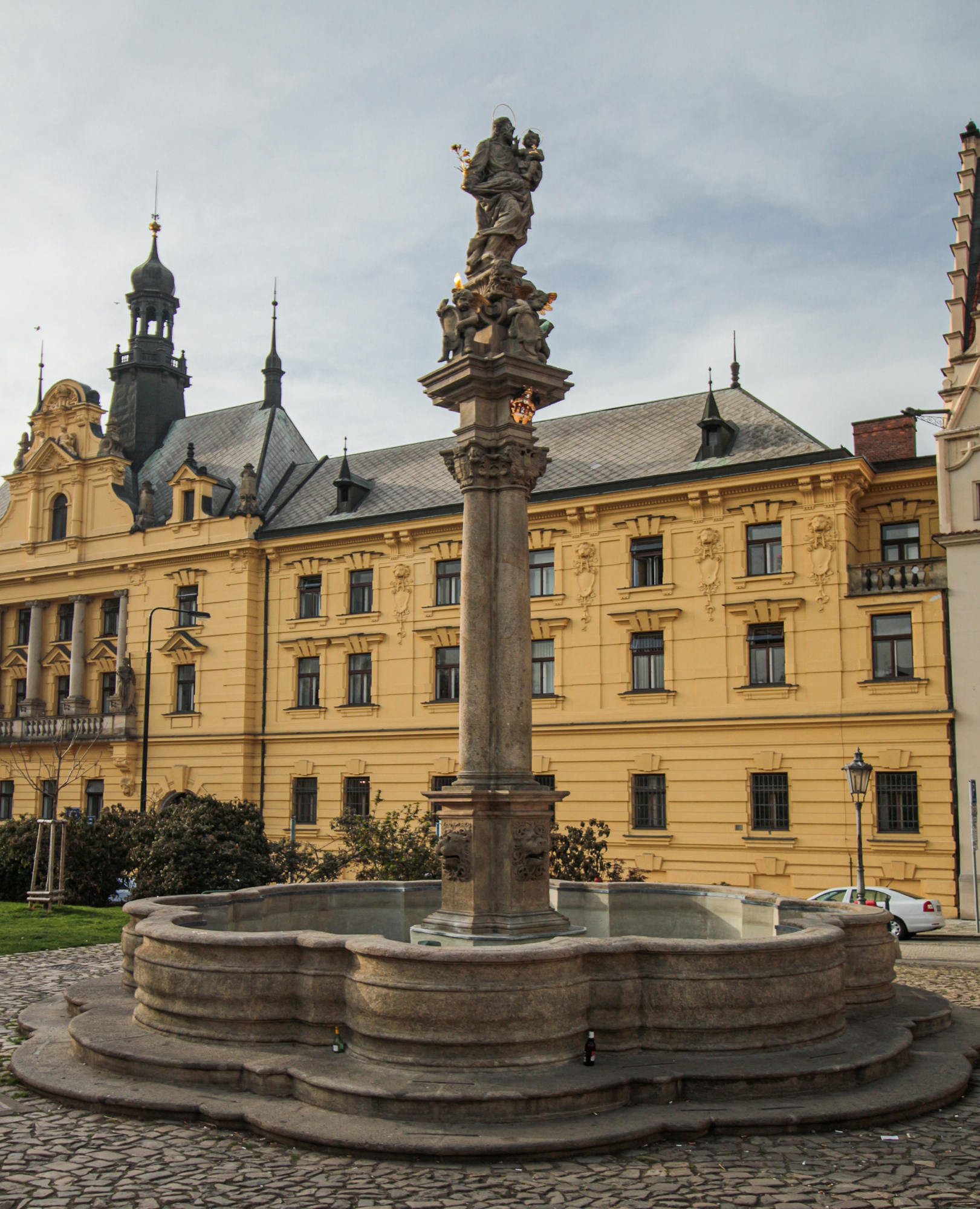
Kašna se sochou sv. Josefa, Praha – Karlovo náměstí, 1698

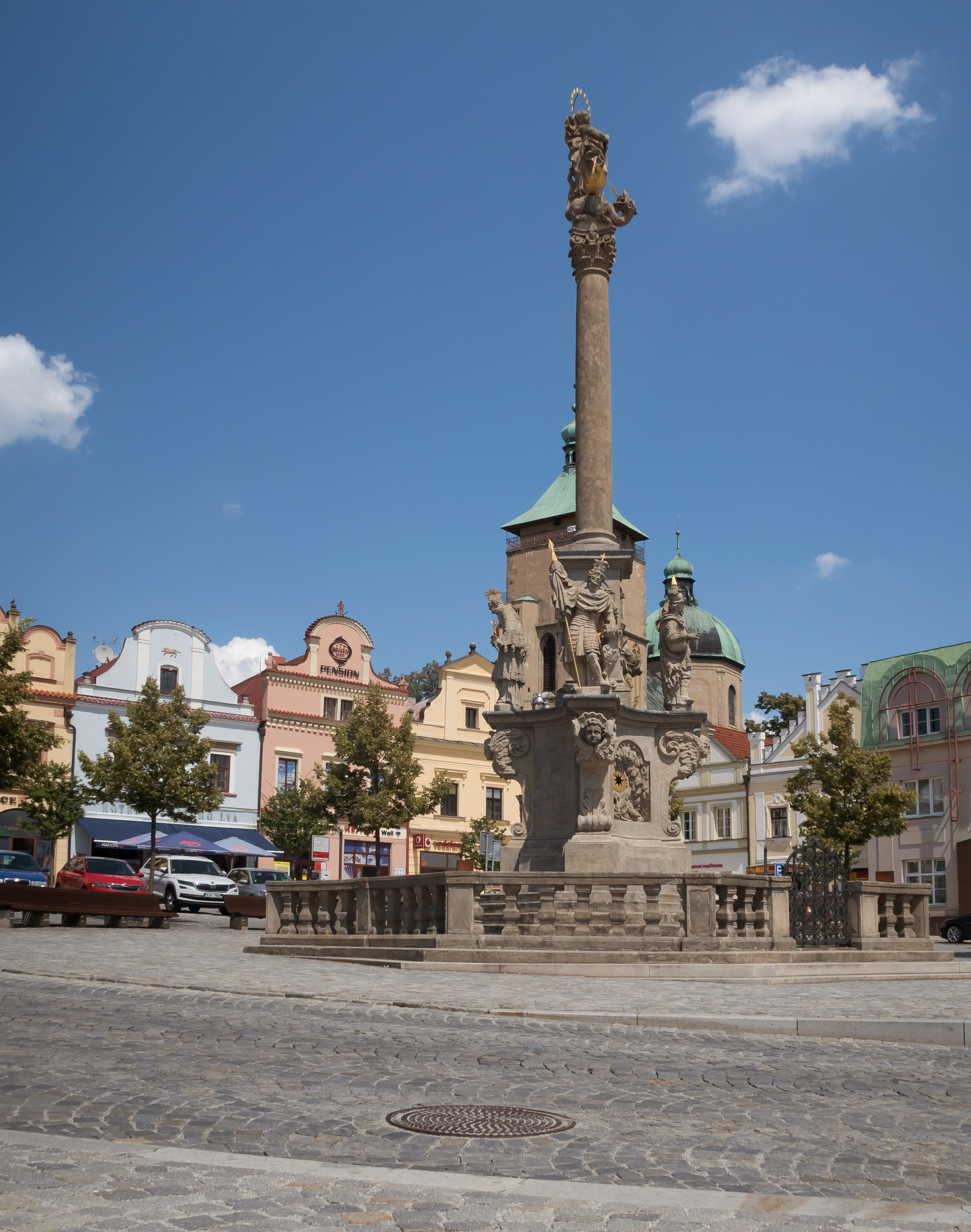
Mariánský sloup, Havlíčkův Brod, 1715

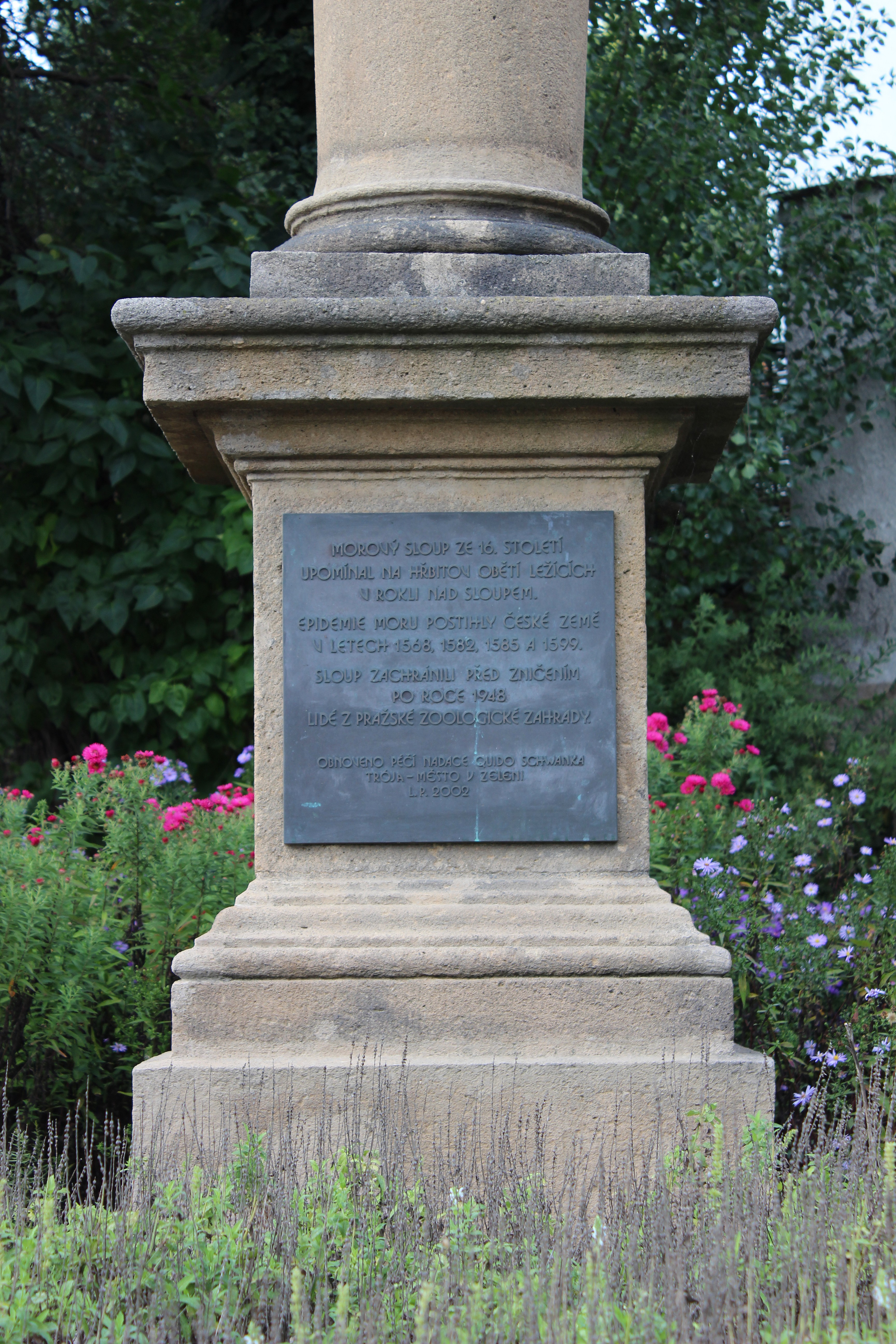
Praha-Troja, deska viničního sloupu

Morový sloup nebo morová statue je typ monumentálního sochařského díla, které se od poloviny 16. století do konce 18. století stavělo na místě morových hřbitovů a zejména na veřejných prostranstvích měst v Evropě jako ochrana před morovou epidemií. V období následující epidemie moru často býval sloup, postavený za předchozí epidemie, vysvěcen a užíván jako oltář pro venkovní bohoslužby, když byly kostely z hygienických důvodů zavřeny.

## Historie
Morové sloupy vznikaly v Evropě, kterou po staletí pustošily opakující se morové epidemie, v době baroka, od poloviny 16. století do konce 18. století. Jsou typické pro střední Evropu a severní Itálii. Stavěly se jako poděkování za odeznění epidemie a zpravidla i jako prosba o ochranu místa před další epidemií. Termín morový sloup byl někdy přenesen i na pamětní sloupy jiné tragédie, například války (Mariánský sloup v Praze na Staroměstském náměstí, Mariánské sloupy v Mnichově a ve Vídni). Chybně se tak někdy označují sloupy viniční se sv. Václavem (Praha) nebo sv. Urbanem. Ty sloužily k ochraně vinic nebo označovaly místo vybírání viniční daně. Oproti nim viniční sloup v Praze-Troji měl odlišný význam – označoval místo hrobu obětí moru.

## Popis
Sloup měl monumentální rozměry, zpravidla byl vyšší než tři metry, byl tesán z kamene s doplňky kovanými ze železa (svatozáře, atributy světců, mříže, zábradlí), se zlacenou výzdobou. 

### Typy a formy
Od jednoduchých a hladkých sloupů typu Boží muka, přes sloupy tordované až po trojpatrová sochařská díla s různými plastickými články a ozdobami (římsy, vázy, čučky), s reliéfy a nápisy, stojící na podestě se schodištěm a kuželkovou balustrádou, se stojícími či ležícími sochami světců bohaté ikonografie. Na podstavci může být oltářní menza v nástavci s reliéfem nebo se zamřížovaným výklenkem pro svatý obrázek.
Obvyklá provedení:
- sloup na podstavci ve tvaru kvádru,
- trojsloup nebo čtyřsloup,
- tříboký obelisk se sochou hlavního svatého patrona na vrcholu, často se sochami dalších patronů dole na podnoži, ve výklenku podstavce nebo na zábradlí balustrády.

### Sochy
Na vrcholu nejčastěji: 
- stojící Panna Marie Immaculata nebo místní milostná madona s Ježíškem: mariánské sloupy,
- kříž,
- Nejsvětější Trojice v podobě sedícího Boha Otce, sedícího Krista a mezi nimi holubice Ducha svatého ve svatozáři (trojiční sloupy), k nejstarším patří vídeňský morový sloup, dále např. v Praze na Maltézském náměstí (1714–1715), v Olomouci,
- jiný patron: v Rakouské monarchii státní spolupatron sv. Josef s Ježíškem, sv. Anna (např. Admont); národní patron (sv. Vojtěch – Praha, Apolinářská ulice),

ve spodních patrech:
- moroví patroni (sv. Roch, sv. Šebestián, sv. Rozálie  a sv. František Xaverský) – oba[kdo?] mohou být ležící v jeskyni ve výklenku podstavce (např. Rozálie v Jindřichově Hradci), sv. Karel Boromejský, sv. František Borgiáš, národní patroni.

### Nejstarší v českých zemích
- Viniční sloup v Troji (16. století)[pozn. 1]
- Mariánský sloup v Praze (1653), starší jsou jen v Mnichově a ve Vídni
- Mariánský sloup v Brně z let 1679–1683: nahoře Panna Marie, dole moroví patroni Šebestián, Roch, Karel Boromejský a sv. František Xaverský)
- Mariánský sloup v Kroměříži vystavěn na paměť a jako poděkování Panně Marii za ušetření obyvatel města před velkým morem v roce 1680